# 龍虎綜藝王
《龍虎綜藝王》（以下稱為「本節目」）是中華電視公司（華視）1990年代後期的綜藝節目，製作公司是映畫傳播，製作人是郭建宏、郭宏亮，主持人是張菲與費玉清。每集開場口號為：「【張菲與費玉清喊：】龍虎綜藝王，【觀眾喊：】King！」

## 播出時間

### 首播
| 頻道 | 所在地 | 播映日期      | 播出時間           |
| ---- | ------ | ------------- | ------------------ |
| 華視 | 臺灣   | 1998年3月28日 | 每週六 19:30-22:00 |

### 重播
| 頻道 | 所在地 | 播映日期                     | 播出時間           | 備註   |
| ---- | ------ | ---------------------------- | ------------------ | ------ |
| 華視 | 臺灣   | 2014年3月23日                | 每週日 20:00-22:00 | 精華版 |
| 華視 | 臺灣   | 2014年3月24日－2014年4月6日  | 每週日 01:30-03:30 | 精華版 |
| 華視 | 臺灣   | 2014年4月13日－2014年4月21日 | 每週日 24:00-02:00 | 精華版 |

## 簡史
1998年3月，張菲與費玉清從台視跳槽華視後，在華視主持本節目。張菲與費玉清跳槽主持本節目當天，從華視跳槽中視的綜藝節目《紅白勝利》主持人之一董至成扮演董月花，雙手捧著一整隻烤熟的土雞，領導一群頭戴胡瓜肖像面具的工作人員，組成「《紅白勝利》董月花訪問團」，到華視大樓大門口「祝賀」張菲與費玉清。不過此舉引來本節目開播記者會上張菲的不滿，認為《紅白勝利》收視率從來就打不贏張菲，甚至認為該節目動作頻頻，便放話：「還好董至成沒有到現場來，要不然就會給他難看。」剛跳槽至中視的《紅白勝利》的行為被華視認為是挑釁，也讓開播記者會充滿火藥味。
1998年5月，本節目推出最新形式，也把前身《龍兄虎弟》的二個招牌單元移到本節目（單元以下會介紹）。2000年4月8日，本節目停播，張菲宣布退隱。2002年4月，張菲留了鬍子，宣布復出，與康康、黃品源共同主持中視綜藝節目《綜藝大哥大》。
2014年3月23日至2014年4月20日，華視主頻與華視HD頻道以《龍虎綜藝王－超級巨星秀》為名重播本節目精華版，重新製作開場動畫。

## 單元
〈國語速成班〉
國語教授單元，由康康和張菲擔任評審。兩隊各有三人，每人只有十二秒教三位外國來賓其中一位一句指定語句，而那句話包括九個不同類別（飲食、諺語、名人調侃、繞口令等）。教授完畢後即時驗收，如果學員有半數字對，可以再教授一次。如果學員有過半數字對，可以取得一分。分數最多者獲勝，可獲獎金新台幣六千元。
〈新音樂教室〉（同前身節目單元〈音樂教室〉）
才藝表演單元，由孔鏘擔任伴奏。佈景同樣是一間教室，張菲扮演班主任，費玉清及其餘受訪藝人扮演學生坐於台下隨機接受張菲訪問，所有角色均無設定角色名稱。受訪的藝人要在錄影之前練好一段才藝（製作單位會預先通知，例如變魔術之類），給張菲「驗收才藝」。張菲所使用的道具，除了指揮棒以外，最重要的是空氣喇叭。
本單元一開始，孔鏘彈奏2/4拍、共2個8拍的前奏，張菲尚未進場，台下學生正在聊天。前奏結束後，孔鏘暫停彈奏，手持指揮棒與空氣喇叭的張菲開門進場。張菲開門進場時，費玉清喊：「班主任來了！起立！」台下學生全部起立，費玉清以2/2拍喊：「啊one、two、three、four！」孔鏘彈奏2/2拍、共1個8拍的開場音樂「So-Fa-So-La-So，So-Fa-So-La-So，So-So-So-La-Si-Do」，包括張菲在內的全部藝人做固定的一連串動作，最後全部藝人右手往上舉。張菲向台下學生問好，然後面向觀眾席，以「一問一答」方式問來參觀該集錄影的團體名稱；張菲大聲問，觀眾大聲答；有的團體還會齊呼自創口號。接著，依然面向觀眾席的張菲說要親自帶領觀眾暖身，以2/4拍喊：「啊one、two、three、four！」孔鏘彈奏一段以薩克斯風為主音的2/4拍、共2個8拍的音樂，面向觀眾席的張菲揮舞指揮棒；孔鏘在第2個8拍的前5拍彈奏五個定音鼓鼓音之後，張菲的指揮棒直指觀眾席，觀眾齊喊「啊——嗚！」象徵「上課」。
本單元進行中，每訪問一位歌手，張菲會讓受訪者打歌，方式是唱其一首新歌的副歌。受訪者唱完，張菲按空氣喇叭一聲，觀眾隨之鼓掌；若受訪者歌喉太差，張菲會在唱歌中按空氣喇叭一聲，受訪者停止唱歌。
本單元結束時，張菲喊：「同學們，下課啦！」台下學生全部起立。張菲再喊：「啊one、two、three、four！」孔鏘再次彈奏開場音樂，全部藝人重複開場時的一連串動作，最後全部藝人右手往上舉，張菲按空氣喇叭一聲象徵「下課」。
本單元的名稱可能是沿用自鳳飛飛在中視《飛上彩虹》中的同名單元，以及張菲、倪敏然在中視《黃金拍檔》中的同名單元，但內容已大不相同。
〈模仿綜藝王〉（同前身節目單元〈世紀模仿秀〉）
由孔鏘擔任伴奏的模仿賽，開場口號為：「【張菲與費玉清喊：】模仿綜藝王，【觀眾喊：】等你來稱王！」每週邀請五位觀眾各自模仿一位藝人表演，最後從中選出一位「週冠軍」；再由一個月內各週選出的數位「週冠軍」之中，選出該月的「月冠軍」。每週各邀請三位藝人擔任評審，分別負責評定參賽者三個方面的分數。每週的「週冠軍」可以獲得「週冠軍」獎座一個與新台幣一萬元，每週的第二名可以獲得新台幣六千元，每週的第三名可以獲得新台幣六千元。但有時候會直接由本尊評審帶出模仿單元（例：張學友、劉德華）。在該比賽，三位參賽者會與本尊合唱和贈送禮物。
本單元授權檸檬樹傳播製作、友善的狗發行參賽者唱片合輯《模功傳奇》。
本單元在每次收播前在畫面兩側打出「要看模仿秀就要看正宗的模仿秀」字幕，徐乃麟與黃安接手主持的《龍兄虎弟》推出同類單元〈超世紀模仿秀〉以反制本單元，中視綜藝節目《全能綜藝通》推出素人才藝表演單元〈小鬼當家〉以反制本單元。
短劇（本單元無官方名稱，同前身節目短劇）
由孔鏘擔任伴奏。各集短劇情節各不相同、各不連貫。
訪問時間（本單元無官方名稱，同前身節目單元〈偶像時間〉）
由孔鏘擔任伴奏。每次邀請一位藝人接受訪談並表演。
〈龍虎大復活〉（後改名〈大復活 愛的故事〉）
嘗試使已分手的情侶復合的單元。已分手的情侶寄信給映畫傳播報名，上節目分享愛情故事，再決定是否復合。若情侶中任一方決定復合，則該方擁抱對方；若任一方決定分手，則該方立即離場。
情侶進場前，播放演繹雙方愛情故事的短劇，旁白由林智賢擔任。
〈龍虎八卦王〉
由張菲擔任八卦主持人，六月、何雨雯、劉爾金、陳為民、九孔、小嫻、謝麗金等人擔任「八卦特派員」，郭子乾扮演的「郭掏」主持的八卦新聞單元，每集邀請藝人接受張菲及郭掏訪問。郭掏是一個戲仿TVBS頻道政論節目《2100全民開講》主持人李濤的角色。
每集單元開始時，張菲第一句話開場白為：「龍虎八卦王。」觀眾喊：「有夠八卦！」
等郭子乾扮演的郭掏出場後，第一句話固定是：「是！我是郭掏，哪個『掏』？」觀眾固定答：「『掏耳朵』的『掏』！」
單元進行中，郭掏會固定講一句「金山萬的『金萬嘆』金先生」。張菲隨即扮演金萬嘆，以濃厚的外省人口音與郭掏對話。
〈龍虎實驗室〉
內容不詳。

## 收視率

### 華視2014年重播收視率
| 播映日期      | 週數 | 收視率 | 排名 |
| ------------- | ---- | ------ | ---- |
| 2014年3月23日 | 1    | 0.66   | 4    |
| 2014年3月30日 | 2    | 0.66   | 4    |
| 2014年4月6日  | 3    | 0.54   | 4    |
| 2014年4月13日 | 4    | 0.43   | 4    |
| 2014年4月20日 | 5    | 0.47   | 4    |
| 2014年4月27日 | 6    | 0.30   | 4    |
| 平均收視      |      |        |      |

- 同時段節目：
  - 民視 : 《綜藝大集合》、台視：《Super Star 我要當歌手》、中視：《最強大國民》

## 作品的變遷
| 中華電視台→華視 每週六 20:00 - 22:00     | 中華電視台→華視 每週六 20:00 - 22:00       | 中華電視台→華視 每週六 20:00 - 22:00 |
| ---------------------------------------- | ------------------------------------------ | ------------------------------------ |
|                                          | 龍虎綜藝王 （1998年3月28日－2000年4月8日） |                                      |
| 紅白勝利 （1996年4月20日－1997年8月2日） | 無敵星期六 （2000年5月6日－2001年4月28日） |                                      |

| 華視、華視HD頻道 每週日 20:00 - 22:00                                                                 | 華視、華視HD頻道 每週日 20:00 - 22:00 | 華視、華視HD頻道 每週日 20:00 - 22:00 |
| --- | --- | ------------------------------------- |
| | 龍虎綜藝王－超級巨星秀 （2014年3月23日－2014年4月20日）                                                                                        |                                       |
| 金牌老爸 （2013年9月8日－2014年3月2日） 高凌風40週年演唱會-藍寶石之夜 （2014年3月9日－2014年3月16日） | Music Station－超級巨星秀 （2014年5月4日－2014年5月11日） 華視新聞 （2014年5月18日－2014年7月27日） 綜藝王見王 （2014年8月3日－2014年10月5日） |                                       |